# Исиордия, Рауль
Рауль Исиордия Айон (исп. Raúl Isiordia Ayón род. 22 декабря 1953 или 22 декабря 1952, Тепик) — мексиканский футболист, игрок сборной Мексика.

## Карьера
Рауль начал свою карьеру в 1971 году в составе футбольного клуба «Корас де Тепик». В 1972 году он перешел в ФК «Атлетико Эспаньол», в составе которого выиграл Лигу чемпионов КОНКАКАФ в 1975 году.
В 1978 году перешел в состав футбольного клуба «Монтеррей», в составе которого перевел 59 матчей, и забил 10 мячей. Позже играл в таких футбольных клубах, как: «Эстудиантес Текос», «УАНЛ Тигрес» и «Депортиво Неза».